# José Monegal y Nogués
José Monegal y Nogués (Barcelona, 9 de julio de 1854-Barcelona, 29 de abril de 1931) fue un empresario y político conservador español, alcalde de Barcelona durante la Restauración.

## Biografía
Nació en Barcelona el 9 de julio de 1854.
Propietario de una colonia textil, ejerció de alcalde de Barcelona entre diciembre de 1902 y mayo de 1903. Ocupó el puesto de senador en las Cortes de la Restauración, primero, representando a la provincia de Barcelona en la legislatura 1905-1907, y posteriormente, a partir de 1909, como senador vitalicio. Fue presidente de la Cámara de Comercio de Barcelona entre 1902 y 1908, responsabilidad que volvería a ocupar en 1928. Falleció el 29 de abril de 1931 en su ciudad natal.
Fue hermano de Trinidad Monegal Nogués y tío del escultor Esteve Monegal.